# Dysmorphophobie
Die Dysmorphophobie oder Körperdysmorphe Störung (KDS), genannt auch Entstellungssyndrom, ist eine Störung der Wahrnehmung des eigenen Körpers. Die normalpsychologische Grundlage der Körperschemastörung ist das Konzept des Körperschemas.

## Etymologie und Synonyme
Der Ausdruck ist ein Gräzismus, gebildet aus dem altgriechischen dys ‚schlecht‘ (hier im Sinne von ‚Miss-‘) und morphé ‚Form‘ (hier im Sinne von ‚gestaltet‘) sowie phóbos ‚Furcht‘. Er wurde erstmals 1886 von dem Turiner Neurologen Enrico Morselli (1852–1929) verwendet. Die ICD-10 hat diesen Ausdruck übernommen.
Synonyme sind Missgestaltsfurcht, körperdysmorphe Störung bzw. englisch Body Dysmorphic Disorder (nach DSM-IV-TR), Körperbildstörung bzw. Body Image Disturbance oder auch Thersites-Komplex.
Eine weitere klinische Störung ist die „muskeldysmorphe Störung“, die oft als Unterform der körperdysmorphen Störung gesehen wird. Oft wird sie aber auch in Verbindung mit Essstörungen gebracht, da viele kognitive und behaviorale Mechanismen ähnlich zu sein scheinen.
Diese Symptomatik wird oft als Adonis-Komplex bezeichnet. Auch die Ausdrücke Körperdysmorphie bzw. body dysmorphia oder Muskeldysmorphie bzw. muscle dysmorphia finden für die männliche Form bis heute Verwendung.
Der Unterschied zur körperdysmorphen Störung besteht darin, dass bei der Muskeldysmorphie nicht einzelne Körperteile als entstellt wahrgenommen werden, sondern sich der wahrgenommene Makel auf die gesamte Muskulatur bezieht: Betroffene gehen davon aus, zu klein und schmächtig zu sein. Darin besteht nun auch der Unterschied zur klassischen Essstörung, bei der die Betroffenen denken, zu dick zu sein, und  Körpermasse vermindern wollen, anstatt sie zu vermehren.

## Definitionen
Morselli definierte eine Gruppe von drei Symptomen (Trias) –
- wahnhafte Überzeugung, von einem körperlichen Defekt betroffen zu sein
- Scham gegenüber Mitmenschen und
- sexuelle Hemmung

– als pathognomonisch für die Erkrankung.
Das Buch Pflegediagnosen und Maßnahmen beschreibt Dysmorphophobie als einen „vom Patienten definierter Belastungszustand, der zeigt, dass der Körper nicht mehr länger das Selbstwertgefühl einer Person unterstützt und sich störend auf die Person auswirkt, indem er ihre sozialen Beziehungen begrenzt.“
Price (1999) definiert: „Ein verändertes Körperbild liegt vor, wenn individuelle und soziale Copingstrategien zur Veränderung der Körperrealität, des Körperideals und der Körperrepräsentation durch Verletzung, Erkrankung oder Behinderung oder soziale Stigmatisierung unwirksam oder überfordert werden.“
Das DSM-IV nennt die folgenden drei Kriterien, nach denen eine Body Dysmorphic Disorder angenommen werden kann:
- A: Beschäftigung mit einem eingebildeten Schönheitsfehler. Wenn eine leichte körperliche Anomalie vorhanden ist, ist die Sorge der Person deutlich übertrieben.
- B: Eines der folgenden Kriterien trifft zu.
  - B1: Die Beschäftigung mit dem Schönheitsfehler verursacht klinisch signifikanten Stress, oder
  - B2: Beeinträchtigung in sozialen, beruflichen oder anderen wichtigen Funktionsbereichen.
- C: Die Beschäftigung mit dem Schönheitsfehler ist nicht besser durch eine andere psychische Störung erklärbar (z. B. Unzufriedenheit mit der Körperform und -größe bei Anorexia nervosa).

## Häufigkeit
Eine Studie aus 2009, die über 2.500 repräsentativ ausgewählte Deutsche im Alter von 14 bis 93 Jahren befragte, ermittelte eine Prävalenz von 2,0 % bei Frauen und 1,5 % bei Männern bezogen auf die Body Dysmorphic Disorder nach den DSM-IV-Kriterien. Nur bezogen auf die Kriterien A und B (ohne Ausschluss anderer psychischer Störungen) liegt die Häufigkeit bei 5,6 % für Frauen und 2,5 % für Männer. Eine systematische Übersichtsarbeit aus 2016 ermittelte eine Prävalenz von 1,9 % in der allgemeinen erwachsenen Bevölkerung (2,1 % bei Frauen, 1,6 % bei Männern).

## Ursachen
Die genauen Ursachen für die Entstehung der körperdysmorphen Störung sind unbekannt. Es wird mittlerweile angenommen, dass sowohl biologische als auch soziokulturelle Faktoren hierbei eine Rolle spielen könnten. Vor allem im angelsächsischen Wissenschaftsbetrieb wird die körperdysmorphe Störung ebenso wie u. a. Hypochondrie, Trichotillomanie und Anorexia nervosa zu den Zwangsspektrumserkrankungen (Obsessive Compulsive Spectrum Disorders) gezählt. Die Ursachen seien daher ähnlich wie bei der Zwangsstörung.
In jüngster Zeit wird ein Zusammenhang zwischen der Nutzung sozialer Medien und der Unzufriedenheit mit dem eigenen Körper bzw. damit zusammenhängend die Entwicklung einer körperdysmorphen Störung diskutiert. Insbesondere der häufige visuelle Vergleich mit anderen, als besser aussehend wahrgenommenen Personen („Aufwärtsvergleich“) könnte die Entwicklung von Symptomen begünstigen, die den Symptomen der körperdysmorphen Störung ähneln, und zudem zur Aufrechterhaltung der Symptome beitragen. Während Frauen möglicherweise mehr Zeit in sozialen Medien verbringen und dort auch häufiger visuelle Vergleiche durchführen und daher stärker betroffen sein könnten, kann auch bei Männern eine negative Auswirkung auf die eigene Körperwahrnehmung im Zusammenhang mit sozialen Medien festgestellt werden, insbesondere im Hinblick auf die Muskulatur.

## Symptome
Die Betroffenen nehmen ihren Körper oder einzelne Körperteile als hässlich oder entstellt wahr. Am häufigsten werden das Gesicht und der Kopf so wahrgenommen, z. B. infolge von Akne, Narben, einer als zu groß empfundenen Nase oder Ohren oder asymmetrischen Gesichtszügen. Etwas seltener werden Füße oder Geschlechtsteile so wahrgenommen.
Die Betroffenen leiden wegen dieser Einschätzung ihres Aussehens oft unter zwanghaften Gedanken, die bis zu mehrere Stunden am Tag andauern können. Weiterhin zeigen sie oftmals sogenannte ritualisierte Verhaltensweisen: Überprüfen des Erscheinungsbildes in Spiegeln oder anderen reflektierenden Oberflächen, Vergleichen des eigenen Aussehens mit dem von anderen Personen, Auftragen von Makeup oder anderen Kosmetikartikeln.
Viele der Betroffenen haben keine oder nur eine geringe Krankheitseinsicht, sondern sind fest davon überzeugt, enorm unattraktiv zu sein.
Der Dopingforscher Luitpold Kistler hat darauf hingewiesen, dass die Krankheit auch bei Bodybuildern auftritt, die trotz objektiv enormer Muskelmasse vermeintliche Defizite an sich feststellen würden:

„Diese Menschen haben ein gestörtes Selbstbild. Wenn ein 140 Kilogramm schwerer, muskelbepackter Mann, der zehn Kilogramm abnimmt, nicht mehr aus dem Haus herausgeht, weil er denkt, er wäre zu dünn – dann ist er krank.“

Auch Selbstverletzendes Verhalten (SVV) ist häufiges Symptom für Störungen in der Wahrnehmung hinsichtlich des eigenen Körpers.

## Soziale Folgen
Die Fremdwahrnehmung hinsichtlich des eigenen Körpers weist bei Dysmorphophobie große bis extreme Unterschiede zur Selbstwahrnehmung auf. Die Betroffenen fühlen sich häufig in der Öffentlichkeit von anderen angestarrt und fürchten, die vermeintliche Entstellung gebe anderen Anlass zu Ablehnung, Verachtung oder anderen negativen Bewertungen. Aufgrund der befürchteten Hässlichkeit des eigenen Körpers ist es für Betroffene oftmals schwierig bis unmöglich, sich mit als attraktiv empfundenen Personen zu unterhalten und eine Liebesbeziehung zu führen.
Dysmorphophobie kann den Rückzug aus dem gesellschaftlichen Leben zur Folge haben, in Extremfällen auch eine vollständige soziale Isolation.  Die Komorbidität mit der sozialen Phobie ist sehr hoch. Eine Studie aus dem Jahr 1997 ergab, dass bei Personen, die sowohl unter einer körperdysmorphen Störung als auch unter einer sozialen Phobie litten, der Störungsbeginn der sozialen Phobie in allen Fällen vor dem Störungsbeginn der körperdysmorphen Störung lag.
Eine weitere Folge kann der Wunsch nach einer kosmetischen Korrektur der angeblichen Defizite sein.

## Behandlung
Betroffene begeben sich oftmals nicht oder erst sehr spät in Behandlung, meist aus Scham oder Unwissenheit, dass sie unter einer Krankheit leiden, die man psychiatrisch oder psychotherapeutisch behandeln kann.
Eine Metaanalyse der kognitiv-behavioralen Psychotherapieresultate aus acht Fallserien und zwei kontrollierten Untersuchungen ergab, dass kognitive Verhaltenstherapie bei Patienten mit einer Dysmorphophobie bzw. körperdysmorphen Störung wirksam ist.
Ebenso haben sich Serotonin-Wiederaufnahmehemmer als wirksam erwiesen. Insbesondere Fluoxetin zeigt ein gutes Ansprechen in Monotherapie. Zwei Studien, die sich mit einer möglichen additiven Wirkung von Antipsychotika in Kombination mit SSRI beschäftigt haben, konnten keinen oder nur fraglichen Effekt zeigen. Eine neuere Arbeit zeigt auch die Wirksamkeit von Escitalopram bei dieser Störung.